# List do Obuchowicza
List do Obuchowicza (biał. Ліст да Абуховіча, List da Abuchowicza) – satyra polityczna autorstwa Cypriana Kamuniaki, napisana w formie listu w 1655 roku, zabytek literatury białoruskiej. Powodem do powstania utworu była porażka w 1654 roku z rąk wojsk rosyjskich, jaką poniósł garnizon smoleński pod dowództwem wojewody Filipa Kazimierza Obuchowicza. Kamuniaka, mimo iż krytykuje szlachtę polską, nie ocenia faktu zajęcia w 1654 roku Smoleńska przez Rosję. Ogranicza się do wyśmiewania tych, którzy dopuścili do utraty twierdzy. Satyra ma formę listu do wojewody od jego przyjaciela, jest protestem patriotycznie nastawionej części szlachty Wielkiego Księstwa Litewskiego przeciwko rzekomej polityce kolonizacji i polonizacji ziem ruskich.
Główną ideą Listu do Obuchowicza jest wyrażenie niezadowolenia szlachty ruskiej z podpisania w 1569 roku unii lubelskiej, która w ich przekonaniu doprowadziła do dyskryminacji w sensie polityczno-ekonomicznym bojarstwa ruskiego przez Polaków. Autor utworu osądza ich, gdyż negatywnie wpływają na moralność i obyczaje szlachty ruskiej. Piętnuje także tych, co zaciągnęli się na służbę do szlachty polskiej i króla. Krytycznie podchodzi zarówno do świeckich, jak i do wojskowych. Wyśmiewa ich zbytnią dumę, pychę i zamiłowanie do tytułów i korupcję. Wszyscy urzędnicy polscy, od najniższego stopniem do najwyższego, zdaniem autora są sprzedajni i niesprawiedliwi, a przez zachłanność Polaków szlachta ruska została poniżona i doprowadzona do biedy. Mówi, że zły przykład idzie z samej góry, gdyż król nie uważa korupcji za czyn haniebny.
O wojewodzie Filipie Obuchowiczu i jego podwładnych wyraża się niepochlebnie. Przyczyny utraty Smoleńska upatruje w tym, że zamiast zająć się obroną twierdzy, dowódcy garnizonu marzyli o moskiewskich sobolich futrach i powiększali swój dobytek. Jako przykład podaje moment opuszczenia Smoleńska przez Obuchowicza, któremu dla przewożenia samych tylko pierzyn podstawiono trzysta powozów. W oczach Kamuniaki Obuchowicz swoją osobą i postawą symbolizuje ogół szlachty polskiej. Jest hardym, skorym do bijatyki niezdarnym dowódcą i samochwałą. Drwiąc z jego szlacheckiej pychy, podaje, jakoby Obuchowicz zamierza powrócić pod Smoleńsk z 1200 żołnierzami, aby odebrać twierdzę Rosjanom.
List do Obuchowicza ma wiele wspólnych wątków i cech z powstałą kilka dekad wcześniej Mową Iwana Mieleszki. Oba utwory są skierowane przeciwko polskiej szlachcie i królowi, jednak żaden z nich nie ocenia sytuacji politycznej w kraju, ograniczają się jedynie do ukazania negatywnych cech rządzących. Istnieje przypuszczenie, że oba dzieła wyszły spod pióra tej samej osoby. Taką tezę wysunął białoruski lingwista Dzmitryj Dauhiała na podstawie ustaleń Iosifa Pierwolfa oraz badań historyczno-lingwistycznych.